# ایستگاه متروی آلدگیت
ایستگاه متروی آلدگیت (انگلیسی: Aldgate tube station) یکی از ایستگاه‌های متروی لندن است.
این ایستگاه که در سیتی لندن قرار دارد در سال ۱۸۷۶ تأسیس شده و جزئی از خط سیرکل و خط متروپولیتن می‌باشد.

## نگارخانه

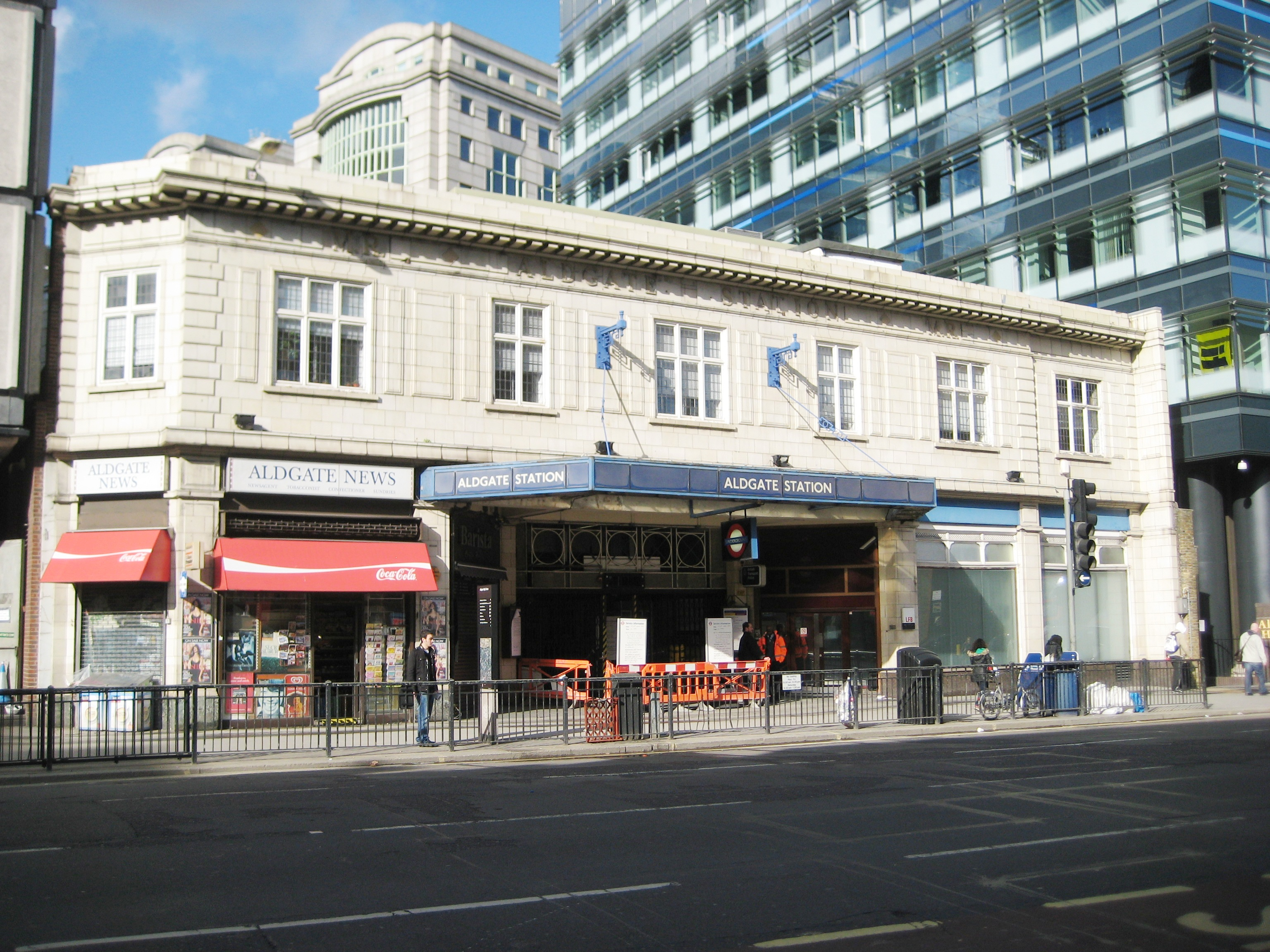
ورودی ایستگاه
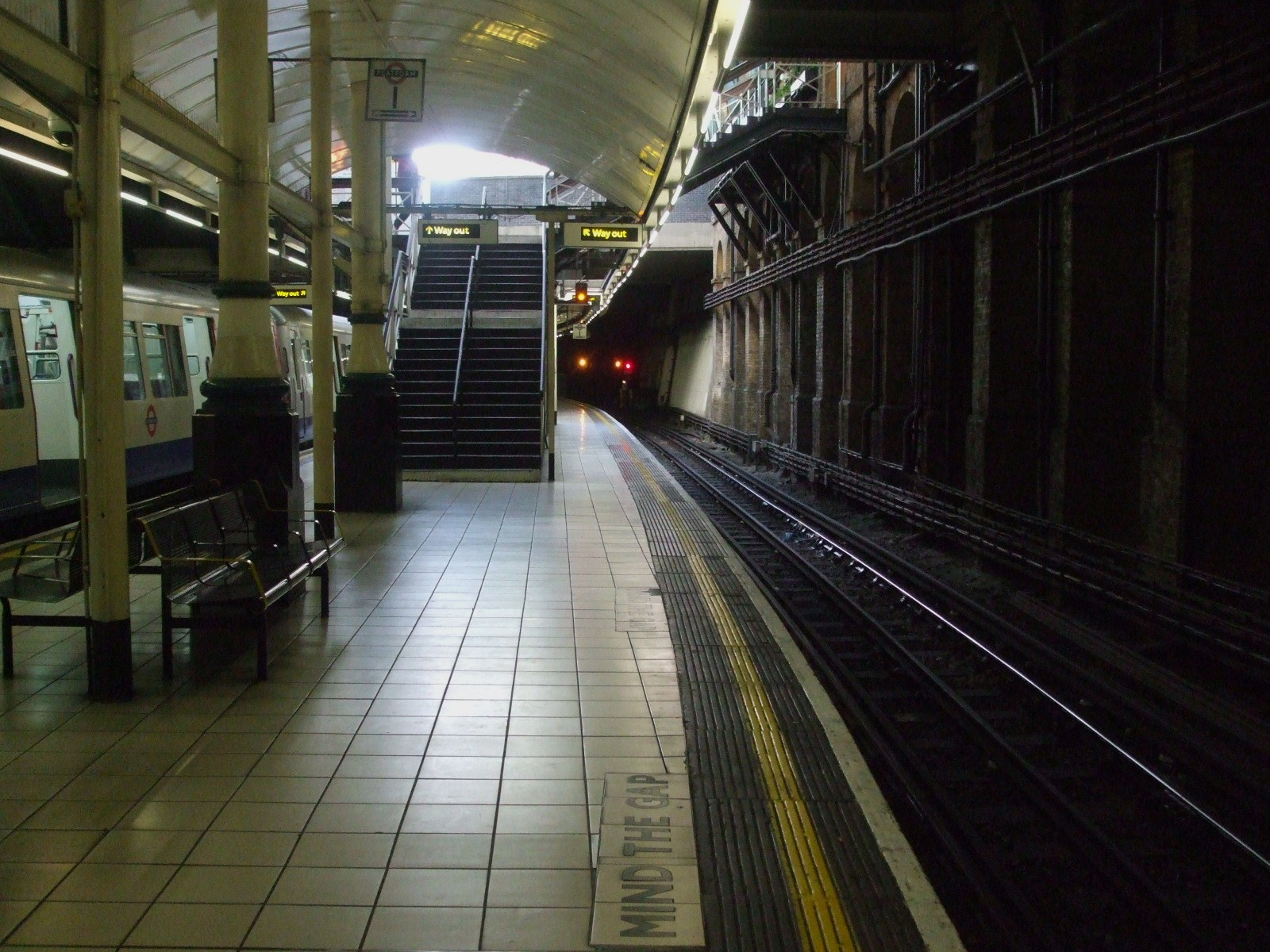
سکو ۱
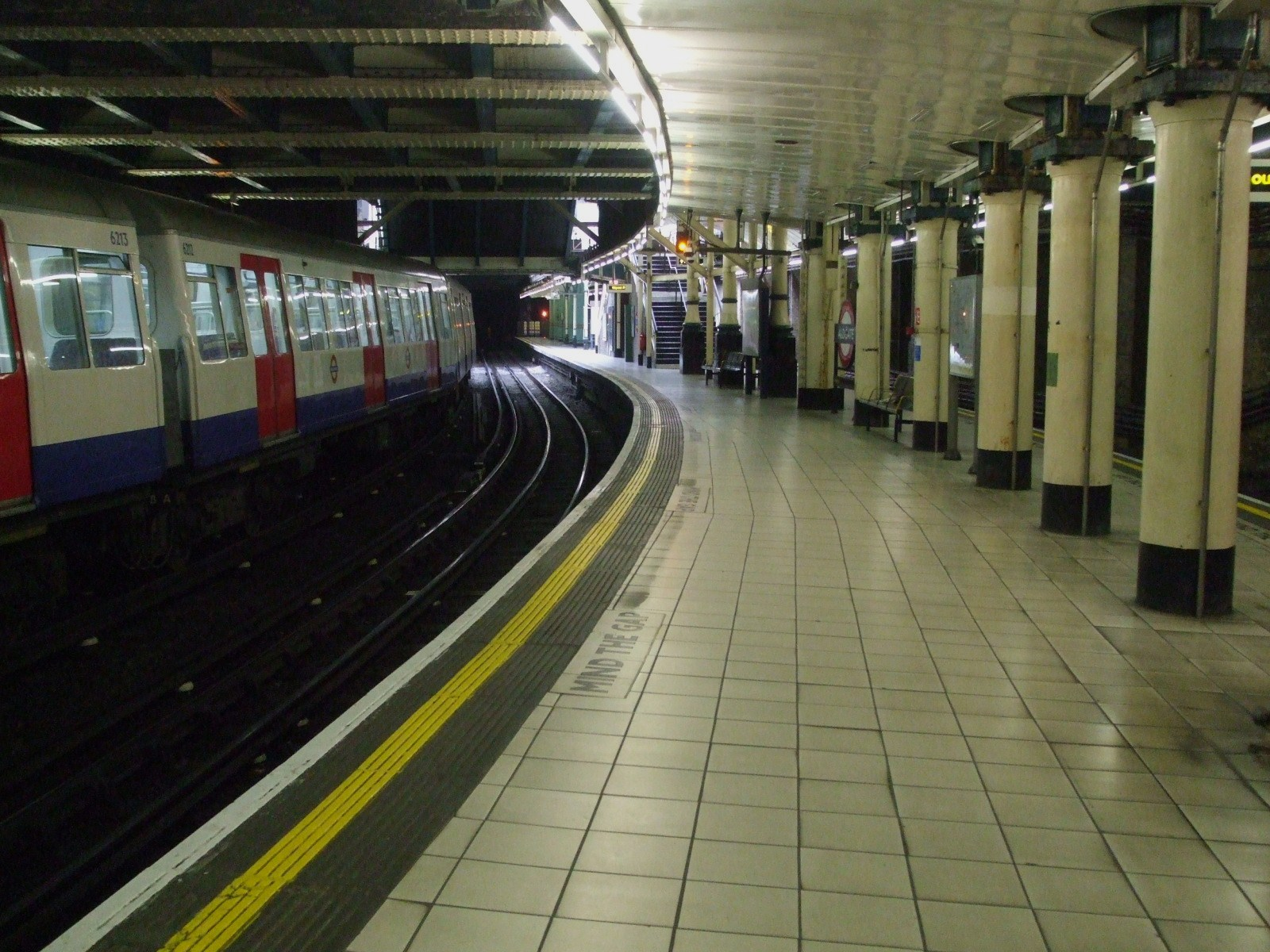
سکو ۲
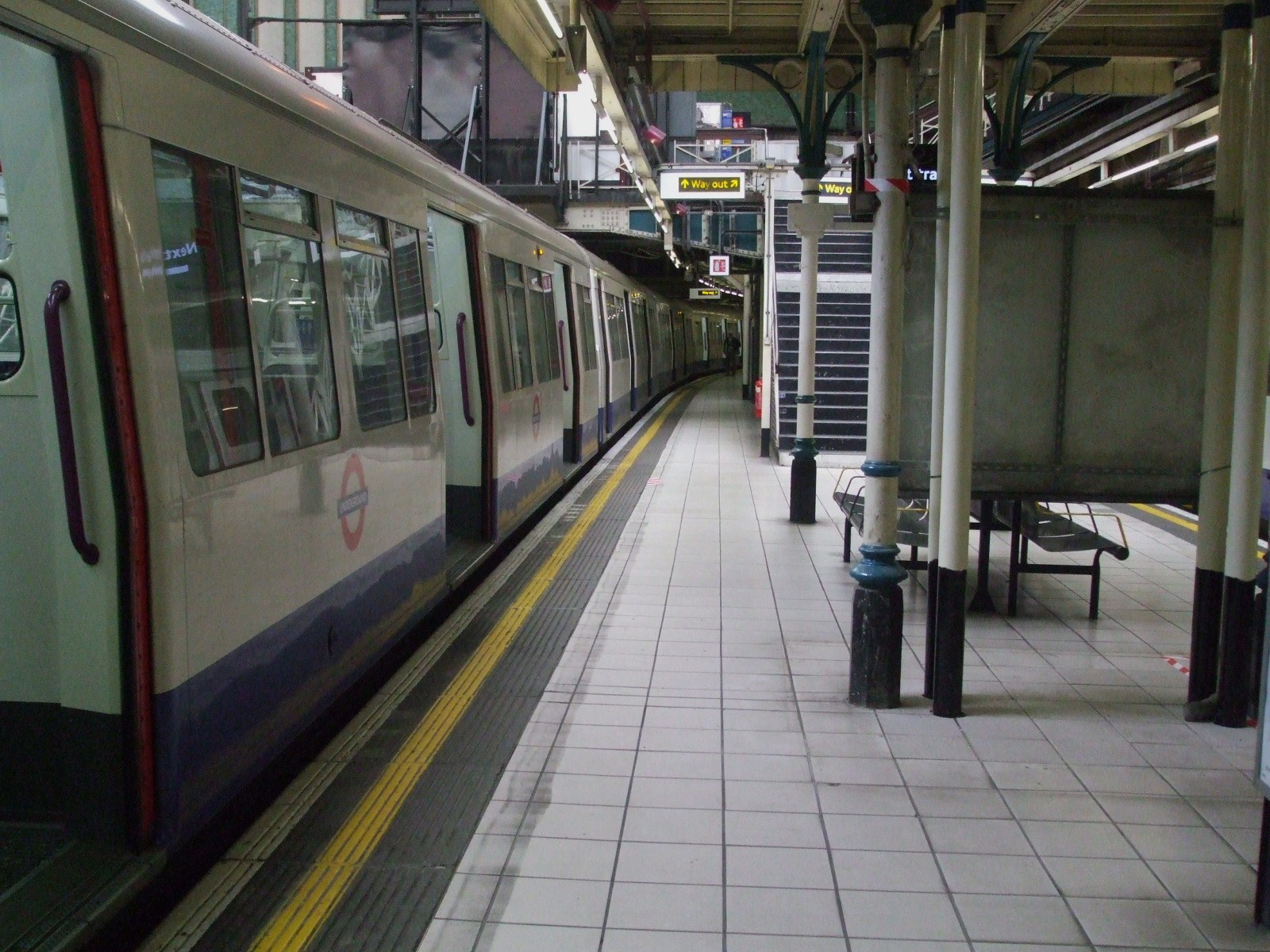
سکو ۳
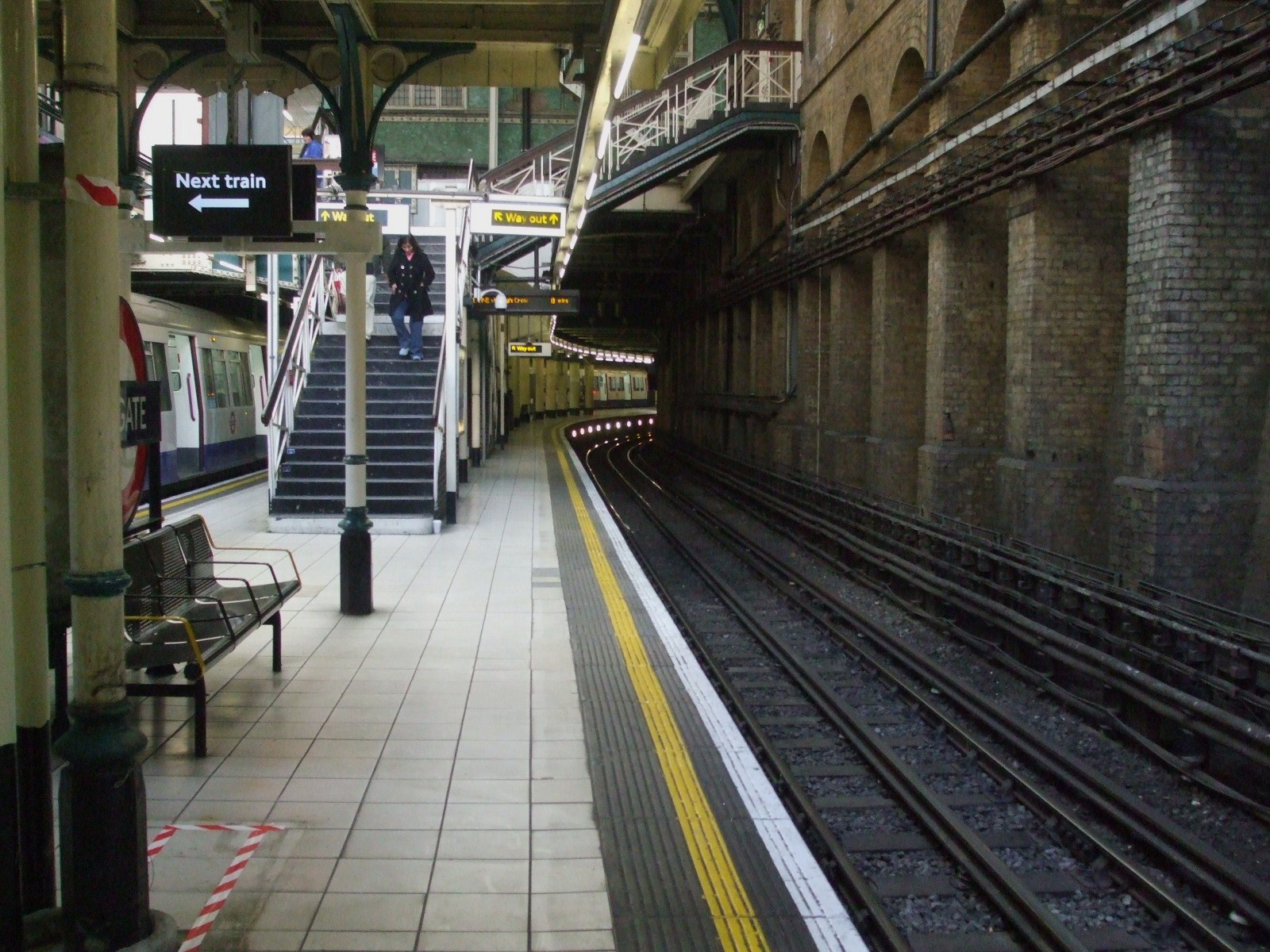
سکو ۴
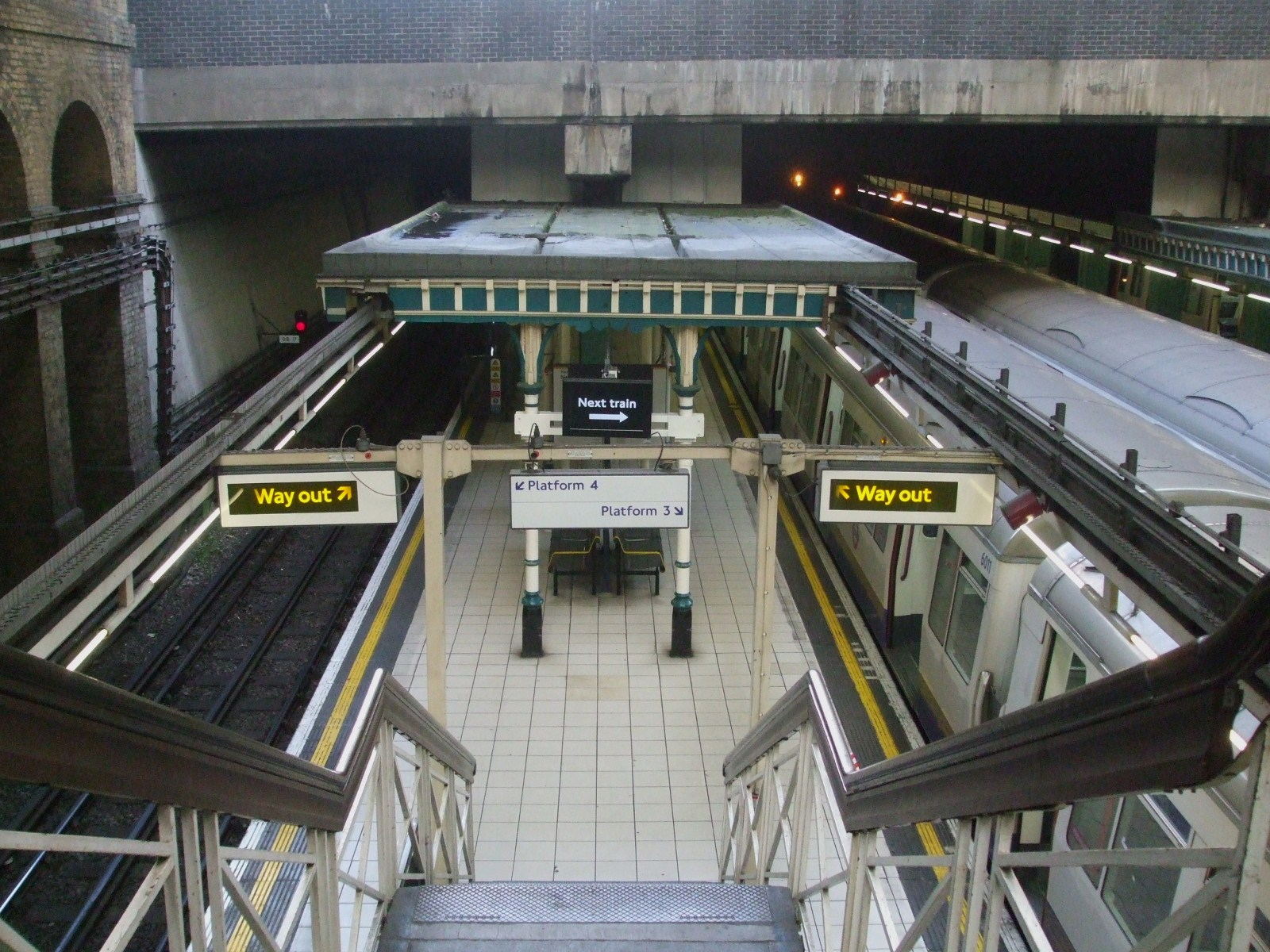
سکوهای ۳ و ۴